# Округ Хејз (Небраска)
Хејз (енгл. Hayes County) је округ у америчкој савезној држави Небраска.

## Демографија
По попису из 2010. године број становника је 967, што је 101 (-9,5%) становника мање него 2000. године.
| Група             | 2000.         | 2010.       |
| Белци             | 1.030 (96,4%) | 928 (96,0%) |
| Афроамериканци    | 2 (0,2%)      | 0 (0,0%)    |
| Азијати           | 3 (0,3%)      | 3 (0,3%)    |
| Хиспаноамериканци | 27 (2,5%)     | 33 (3,4%)   |
| Укупно            | 1.068         | 967         |